# Marphysa unibranchiata
Marphysa unibranchiata är en ringmaskart som beskrevs av Knox och Cameron 1970. Marphysa unibranchiata ingår i släktet Marphysa och familjen Eunicidae.
Artens utbredningsområde är havet kring Nya Zeeland. Inga underarter finns listade i Catalogue of Life.